# 조지아의 세계유산

조지아의 세계유산은 세계유산 위원회를 거쳐 유네스코 세계유산에 등재된 조지아의 세계유산을 일컫는다. 조지아는 1992년 11월 4일 유네스코 조약에 비준한 이래, 3건의 문화유산과 1건의 자연유산을 보유하고 있다. 

## 목록

### 문화유산
| No. | 사진 | 등록명                 | 소재지                   | 등록년도 | 등록기준 | 유네스코 지정번호 | 비고 |
| 1   |      | 므츠헤타의 역사 기념물 | 므츠헤타므티아네티주     | 1994년   | (ⅲ), (ⅳ) | 708               |      |
| 2   |      | 겔라티 수도원          | 이메레티주               | 1994년   | (ⅳ)      | 710               |      |
| 3   |      | 어퍼 스바네티          | 사메그렐로제모스바네티주 | 1996년   | (ⅳ), (ⅴ) | 709               |      |

### 자연유산
| No. | 사진 | 등록명                    | 소재지                                            | 등록년도 | 등록기준 | 유네스코 지정번호 | 비고 |
| 1   |      | 콜키스의 열대 우림과 습지 | 사메그렐로제모스바네티주 구리아주 아자리야 공화국 | 2021년   | (ⅸ), (ⅹ) | 1616              |      |